# Шемелёв, Владимир Константинович
Владимир Константинович Шемелёв (24 декабря 1935, Ленинград, СССР — 6 июня 2008, Одесса, Украина) — советский футболист, тренер. Полузащитник. Мастер спорта СССР. Тренер высшей квалификации.
Образование высшее. В 1962 году окончил Ленинградский военный институт физической культуры (ВШТ).
Майор Вооружённых Сил СССР в отставке.

## Биография
В детском возрасте пережил блокаду, потеряв за этот период отца. После окончания Великой Отечественной войны, в 1949 году пошёл работать сборщиком-механиком на завод «Прогресс», впоследствии с ленинградскими заводами «КИНАП» и «ГОМЗ» вошедшим в объединение ЛОМО. На заводе начал играть в футбол, впоследствии обратив на себя внимание тренеров ДСШ «Зенит», которой руководил заслуженный мастер спорта Владимир Аполлонович Кусков. Огромное влияние на дальнейший выбор профессии Шемелёва оказала победа «Зенита» в Кубке СССР 1944 года.
В 1954 году Приказом Министра обороны СССР в Одессе была создана штатная армейская футбольная команда, в которую был призван служить Шемелёв. Отслужив срочную службу, полузащитник принял решение продолжить футбольную карьеру в Одессе, оставшись на сверхрочную службу, хотя на него имели виды клубы класса А, включая родной «Зенит».
В 1956 году в составе сборной Одесской области Шемелёв полузащитник стал победителем первой в истории Спартакиады народов УССР, однако в финальных соревнованиях, проходивших в Москве, участия не принимал.
В 1957 году Шемелёв впервые в своей карьере вошёл в число 33-х лучших футболистов Украины под №1 как левый полузащитник. Спустя год Шемелёв повторил это достижение.
Игровая карьера завершилась в сентябре 1958 года по настоянию врачей, констатировавших у него серьёзнейшие проблемы с сердцем.
Шемелёв перешёл на тренерскую должность, возглавив клубную команду одесского СКА. В том же году без экзаменов по направлению Амазаспа Бабаджаняна был зачислен в Высшую школу тренеров, после окончания которой он вошёл в тренерский штаб первой команды СКА (Одесса).
В 1963 году в тандеме с Виктором Фёдоровым Шемелёв привёл армейцев Одессы к победе в чемпионате Украины, а спустя год завоевал серебряные медали второй группы класса А и путёвку в элитный дивизион. СКА стал первым в истории советского футбола обладателем приза «Агрессивный гость», учреждённого газетой «Комсомольское знамя».
После резонансного ЧП в популярном ресторане Одессы «Чёрное море», когда в массовой драке приняли участие игроки основного состава СКА, федерация футбола СССР дисквалифицировала участников конфликта и лишила тренеров команды кадровых манёвров. Вследствие этого СКА, состав которого значительно ослаб по итогам сезона-1965 лишился места в элите. Однако «в связи с необходимостью расширения рамок внутреннего календаря» число команд в высшей лиге увеличили на две, помиловав при этом трех аутсайдеров.
Подготовку к чемпионату-1966 СКА начинал в ранге команды второго дивизиона, но когда подоспел приказ о расширении высшей лиги, армейцам вновь предоставилась возможность закрепиться среди лучших команд страны. Сразу по окончании сезона-1965 у СКА появился новый старший тренер, которым стал завершивший игровую карьеру Алексей Мамыкин. Поначалу вторым тренером оставался Шемелёв, но вскоре он был откомандирован на работу в Польшу, и вылет СКА из высшего дивизиона де-факто состоялся уже без его участия.
Пять лет отслужив тренером команды Северной группы войск, Шемелёв вернулся в Одессу и сразу же отправился в Тирасполь: в 1972 году решением Министерства обороны СССР армейские команды трех украинских городов Киева, Львова и Одессы были отправлены поднимать футбол в районы соответствующих военных округов. Киевский СКА перебрался в Чернигов, львовский — в Луцк, а одесский стал молдавской командой, получив название «Звезда» (Тирасполь). Фактически СКА остался в Одессе, где футболисты жили и тренировались, а в Тирасполь выезжали только на «домашние» календарные матчи.
Возвращение в Одессу армейской футбольной команды состоялось в 1976 году во многом благодаря Владимиру Шемелёву, под руководством которого клуб за два года оформил выход в первую лигу СССР, где отыграл пять лет подряд и вновь понизился в классе, но уже под руководством другого наставника: Шемелёв к тому времени возглавил ДЮСШ СКА (Одесса), и проработал директором школы пятнадцать лет, после чего стал директором ДЮСШ Игоря Беланова и в этой должности работал до последних дней жизни.
В 2001 году был включён в число лучших футболистов Одессы XX века.